# Werner Volke
Werner Volke (* 22. April 1927 in Reibersdorf/Sachsen; † 19. März 1998 in Marbach am Neckar) war ein deutscher Germanist und Leiter der Handschriftenabteilung des Deutschen Literaturarchivs in Marbach/N.

## Leben und Wirken
Werner Volke erwarb 1948 in Zittau das Reifezeugnis, nachdem er noch 1945 als Luftwaffenhelfer eingezogen wurde und bis 1946 in Kriegsgefangenschaft geriet. Von 1949 bis 1955 studierte er Germanistik, Geschichte, Anglistik und Philosophie an der Eberhard Karls Universität Tübingen. Von 1955 bis 1958 arbeitete er als wissenschaftliche Hilfskraft am Deutschen Seminar der Universität Tübingen. 1958 wurde er dann Mitarbeiter in der Handschriftenabteilung des Deutschen Literaturarchivs/Schiller-Nationalmuseum Marbach. Über viele Jahre war er Leiter dieser Abteilung und kuratierte zahlreiche Ausstellungen. 1992 trat er in den Ruhestand.
Im Jahre 1962 promovierte er bei Friedrich Beißner in Tübingen mit einer Arbeit über Hugo von Hofmannsthal. Mit diesem Autor beschäftigte sich Volke ganz besonders, außerdem mit Friedrich Hölderlin.

## Veröffentlichungen (Auswahl)
- Die Handschriften des Schiller-Nationalmuseums. T. 3: 18. Jahrhundert, Fortsetzung. In: Jahrbuch der Deutschen Schiller-Gesellschaft, Bd. 4 (1960), S. 512–547 u. Bd. 5 (1961), S. 575–592.
- Die Handschriften des Schiller-Nationalmuseums. T. 5: Justinus Kerner und Ludwig Uhland. In: Ebd., Bd. 6 (1962), S. 555–615.
- (Hrsg.): Hugo von Hofmannsthal / Briefe an Willy Wiegand und Die Bremer Presse. In: Jahrbuch der Deutschen Schiller-Gesellschaft, Bd. 7 (1963), S. 44–189.
- Hugo von Hofmannsthal in Selbstzeugnissen und Bilddokumenten (= Rowohlts Monographien, Bd. 127). Reinbek, Rowohlt 1967 (17. Aufl. 2000, ISBN 3-499-50127-9).
- (Bearb.): Hölderlin zum 200. Geburtstag (= Sonderausstellungen des Schiller-Nationalmuseums, Bd. 21). Kösel, München 1970.
- Schillers erster Besuch in Weimar. Zu einer neu aufgefundenen Aufzeichnung von Johann Daniel Falk. In: Ulrich Gaier/Werner Volke (Hrsg.): Festschrift für Friedrich Beißner. Rotsch, Bebenhausen 1974, S. 465–477, ISBN 3-87674-005-3.
- (Hrsg.): Friedrich Hölderlin / Die Maulbronner Gedichte 1786–1788 (= Marbacher Schriften, Bd. 13). Marbach a. Neckar 1977.
- (Bearb.): Hölderlin in Tübingen (= Marbacher Magazin, Bd. 11). Deutsche Schiller-Gesellschaft, Marbach 1978 (4. Aufl. 2001, ISBN 3-928882-02-3).
- (Bearb.): Hölderlin. Ständige Ausstellung des Schiller-Nationalmuseums und des Deutschen Literaturarchivs Marbach am Neckar (= Marbacher Kataloge, Bd. 33). Kösel, München 1980.
- (Bearb.): Josef Hofmiller. Kritiker, Übersetzer, Essayist (= Marbacher Magazin, Bd. 38). Deutsche Schiller-Gesellschft, Marbach 1986.
- "O Lacedämons heiliger Schutt!" Hölderlins Griechenland. Imaginierte Realin – Realisierte Imagination. In: Hölderlin-Jahrbuch, Bd. 23 (1986), S. 63–86.
- Unterwegs mit Hofmannsthal. Berlin – Griechenland – Venedig. Aus Harry Graf Kesslers Tagebüchern u. aus Briefen Kesslers u. Hofmannsthal. In: Hofmannsthal-Blätter, Bd. 35–36 (1987), S. 50–104.
- (Bearb.): "O Freyheit! Silberton dem Ohre ...".  Französische Revolution und deutsche Literatur 1789–1799 (= Marbacher Katalog, Bd. 44). Deutsche Schillergesellschaft, Marbach 1989.
- "Wie viele oder wie wenige kennen ihn?" Die Hölderlin-Ausgaben im 19. Jahrhundert als Anreger und Spiegel des Leserinteresses. In: Werner Volke u. a.: Hölderlin entdecken. Lesarten 1826–1993 (= Schriften der Hölderlin-Gesellschaft, Bd. 17). Hölderlin-Gesellschaft, Tübingen 1993, S. 7–56.
- (Hrsg.): Hugo von Hofmannsthal / Briefwechsel mit Alfred Walter Heymel 1900–1914. Rombach, Freiburg/Br. 1998, ISBN 3-7930-9180-5.
- "Wir haben nicht wie die Franzosen einen Kanon". Herausgeben als Aufgabe des Dichters. In: Hofmannsthal-Jahrbuch, Bd. 6 (1998), S. 177–205.
- (Hrsg.): Gottfried Friedrich Stäudlin. "... warlich ein herrlicher Mann ... ". Lebensdokumente und Briefe (= Veröffentlichungen der Deutschen Schillergesellschaft, Bd. 41). Cotta, Stuttgart 1999, ISBN 3-7681-9924-X.
- Schwäbische Dichter und der Wein. In: Ludwigsburger Geschichtsblätter, Bd. 55 (2001), S. 211–228.